# Fri kyrka i fri stat
Fri kyrka i fri stat, på italienska Libera Chiesa in libero Stato, var den italienske statsmannen Camillo di Cavours sista ord, riktade till den munk, som gav honom sista smörjelsen (han avled i Turin den 6 juni 1861).
För Cavour betydde – enligt hans anhängare Marco Minghetti – den fria kyrkan i den fria staten samvetsfrihet för alla, föreningsfrihet för bekännare av varje religion, frihet att organisera sig i överensstämmelse med sin tro och sin tradition och att uttala och söka sprida sin övertygelse utan inblandning från regeringens sida. Cavour fick denna uppfattning under sin strävan att finna en väg till försoning mellan det nya kungariket Italien och påvestolen, något som han ansåg vara ett livsintresse för den nya staten. Italienarna kunde ej tänka sig ett Italien utan Rom, medan Vatikanen ansåg att ett romerskt påvedöme var det enda tänkbara.
Cavour ville göra Rom till nationalstatens huvudstad och samtidigt till säte för ett påvedöme befriat från världsliga regeringsplikter. Han ansåg att påvedömet därigenom skulle kunna utöva ledningen av den romersk-katolska kristenheten på ett säkrare sätt. Den religiösa auktoriteten skulle till civilisationens framsteg samverka med den politiska makten, vilken skulle ge aktning åt allas rätt, alltså åt friheten. På så sätt hoppades Cavour, att man skulle undgå den despotism han ansåg hota då den religiösa och den politiska makten var samlad hos regeringen. Påvedömets oberoende skulle tryggas genom den andliga och den världsliga maktens åtskiljande och genom vidsträckt användning av frihetens grundsats i det borgerliga och det religiösa samfundets inbördes relationer. Cavour åsyftade således kyrkans åtskiljande från staten och kyrkans frihet (fri kyrka i fri stat).